# Lorău, Bihor
Lorău (maghiară Remetelórév) este un sat în comuna Bratca din județul Bihor, Crișana, România.

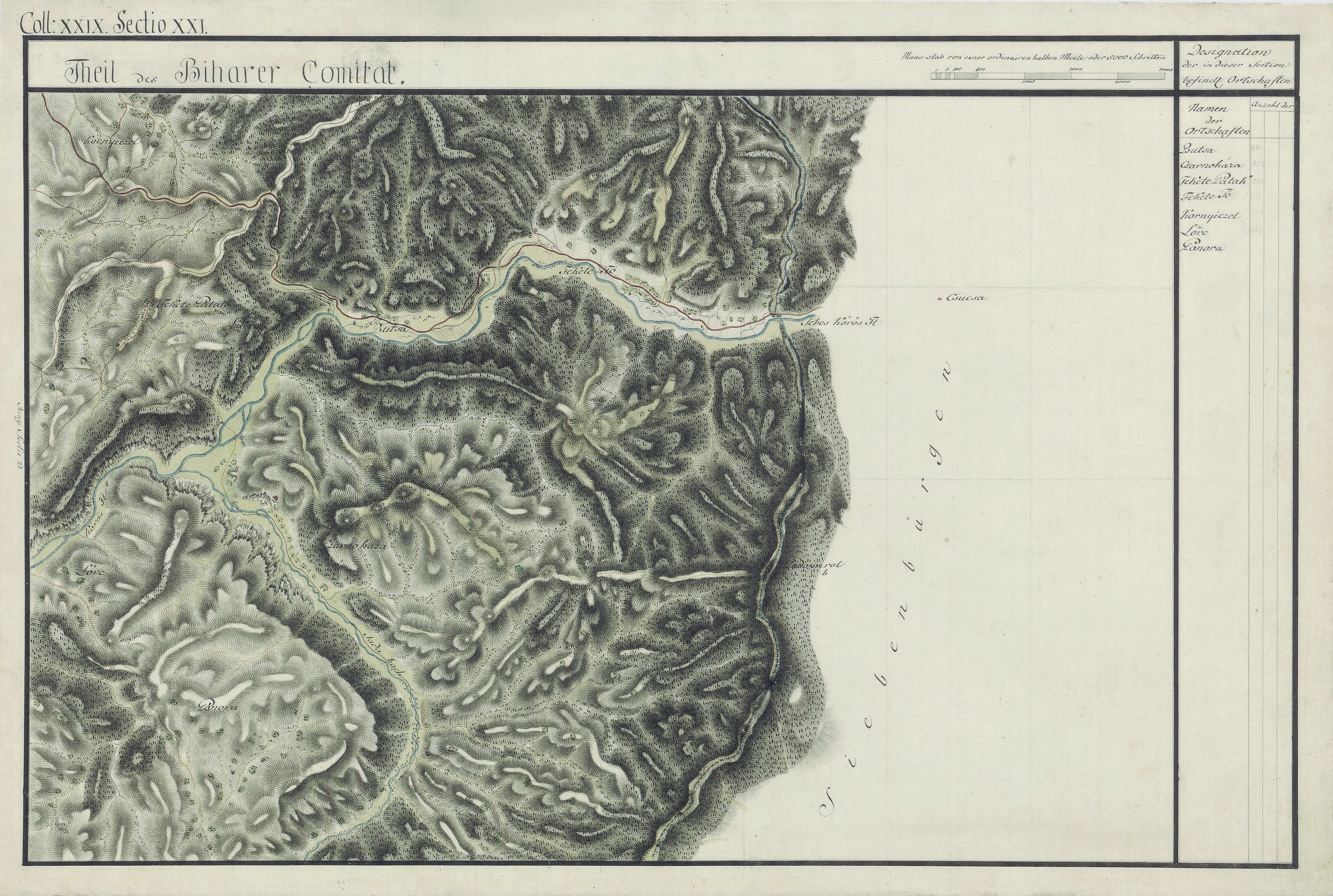
Lorău în Harta Iosefină a Comitatului Bihor, 1782-85

 Acest articol despre o localitate din județul Bihor este deocamdată un ciot. Puteți ajuta Wikipedia prin completarea lui.